# SLOT1
SLOT1 è il primo album del gruppo musicale nu metal russo Slot, realizzato nel 2003 sotto contratto con la Mistery of Sound e pubblicato dalla M2BA.
È l'unico album della band nel quale Teona Dolnikova è la vocalist femminile, poiché la cantante decide di lasciare il gruppo per dedicarsi ad una carriera da solista nonostante il discreto successo di SLOT1.
Dall'album è stato estratto un singolo, Одни (Alone).
Nel 2010 è stato prodotto il video per la versione in inglese del brano, presente nell'album Break the Code.

## Tracce
1. Intro – 0:43
2. Бумеранг (Boomerang) – 4:03
3. Одни (Alone) – 3:10
4. Люди во сне (People in a Dream) – 3:47
5. Теперь или никогда (Now or Never) – 3:23
6. Одни вместе (Alone Together) – 3:43
7. Хаос (Chaos) – 3:25
8. Нисхождение (Descent) – 4:20
9. Предательская (Treacherous) – 3:52
10. 2 капли (2 Drops) – 3:40
11. Клон (Clone) – 3:39
12. Патриот (Patriot) – 4:08
13. Гнаремуб (Gnaremoob) – 4:02
14. Real Time – 10:19